# James J. Jeffries
James Jackson Jeffries (Carroll, 15 de abril de 1875 - Burbank, 3 de março de 1953) foi um pugilista americano, campeão mundial dos pesos-pesados entre 1899 e 1905.

## Biografia
Dono de uma extrema força física e notável por sua capacidade de asssimilar golpes, James Jeffries reinou absoluto entre os pesos-pesados durante sua época. 
Jeffries iniciou sua carreira no boxe em 1896 e, com apenas 11 lutas no cartel, veio a se tornar campeão mundial dos pesos-pesados três anos mais tarde, quando nocauteou o campeão Bob Fitzsimmons.
Depois de ter se tornado campeão dos pesos-pesados, Jeffries defendeu seu cinturão com sucesso por sete vezes, incluindo duas lutas contra o ex-campeão James Corbett, além de uma revanche contra Fitzsimmons.
Nesse período em que reinou, Jeffries também estabeleceu a interessante marca do nocaute mais rápido na história entre os pesos-pesados, acontecido aos 55 segundos de sua luta contra John Finnegan.
Jeffries retirou-se dos ringues invicto, em 1904. Nos anos seguintes passou a arbitrar lutas, tendo inclusive sido o árbitro na luta entre Marvin Hart e Jack Root, que disputaram o título dos pesos-pesados, deixado vago pelo próprio Jeffries.
Seis anos após ter parado de lutar, Jeffries resolveu voltar à ativa contra o então campeão Jack Johnson, no intuito de recolocar um homem branco no topo dos pesos-pesados. No entanto, Jeffries acabou sendo derrotado por nocaute técnico, naquela que acabou sendo sua única derrota na carreira.
Após essa fracassada tentativa de retorno aos ringues, que acabou maculando sua outrora perfeita carreira, Jeffries continuou no mundo do boxe, porém trabalhando como treinador e promotor de lutas.
Faleceu em 1953, aos 77 anos de idade, tendo sido sepultado no Inglewood Park Cemetery, na Califórnia.
Em 1990, James Jeffries fez parte da primeira seleção de boxeadores que entraram para galeria dos mais distintos boxeadores de todos os tempos, que hoje estão imortalizados no International Boxing Hall of Fame.

## Cinema
Além de esportista, James J. Jeffries também atuou no cinema, e estrelou o primeiro curta-metragem da Yankee Film Company, de William Steiner, Jeffries on His Ranch, em 1910.